# Anneliese: The Exorcist Tapes
Pour plus de détails, voir Fiche technique et Distribution.
Anneliese: The Exorcist Tapes (en français, Anneliese: les bandes vidéo de l’exorciste), ou Paranormal Entity 3: The Exorcist Tapes, est un film d'horreur américain réalisé par Jude Gerard Prest et distribué par The Asylum, sorti en 2011. Il est basé sur l’exorcisme réel d’Anneliese Michel, une jeune femme que l’on pensait possédée. C’est un mockbuster du film Paranormal Activity 3.
Le film est sorti directement en vidéo le 1er mars 2011.

## Distribution
- Gerold Wunstel : le pasteur Ernest Alt
- Kai Cofer : le docteur Frederick Gruber
- Christopher Karl Johnson : le Père Renz
- Nikki Muller : Anneliese Michel
- Yaz Canli : Sandy
- Robert Shampain : le docteur Kenneth Landers
- Korey Simeone : Steve Parker
- Annette Remter : Anne Michel
- David Reynolds : Josef Michel

## Version
Le film a été présenté pour la première fois en DVD le 1er mars 2011 aux États-Unis, dans un format qui comprend le film lui-même et les séquences vidéo réelles. En Australie, le film a connu une sortie DVD le 21 septembre 2011. Au Royaume-Uni, Anchor Bay Entertainment a sorti le film en DVD le 17 octobre 2011, sous le nom de Paranormal Entity 3: The Exorcist Tapes.
En Allemagne, il est sorti en Blu-ray le 28 juillet 2011 sous le nom de Der Exorzismus der Anneliese M..